# 波德科倫
波德科倫是斯洛維尼亞的一個城鎮，以其巴洛克風格的建築而聞名。2002年，波德科倫有人口388人。

## 外部連結
- 维基共享资源上的相關多媒體資源：波德科倫
- Podkoren at Geopedia （页面存档备份，存于）

45°59′21.58″N 13°48′35.33″E / 45.9893278°N 13.8098139°E